# Гвардијалфијера
Гвардијалфијера (итал. Guardialfiera) је насеље у Италији у округу Кампобасо, региону Молизе.
Према процени из 2011. у насељу је живело 1115 становника. Насеље се налази на надморској висини од 276 м.

## Становништво
| 1936. | 1951. | 1961. | 1971. | 1981. | 1991. | 2001. | 2011. |
| ----- | ----- | ----- | ----- | ----- | ----- | ----- | ----- |
| 2.126 | 2.330 | 1.966 | 1.330 | 1.223 | 1.154 | 1.171 | 1.120 |